# Герман (округ Шебойган, Вісконсин)
Герман (англ. Herman) — місто (англ. town) в США, в окрузі Шебойґан штату Вісконсин. Населення — 2162 особи (2020).

## Демографія
Згідно з переписом 2010 року, у місті мешкала 2151 особа в 611 домогосподарстві у складі 471 родини. Було 646 помешкань
Расовий склад населення:
| - 92,0 % — білих - 3,0 % — чорних або афроамериканців - 1,5 % — азіатів - 0,2 % — вихідців з тихоокеанських островів - 0,1 % — корінних американців - 1,6 % — осіб інших рас |

До двох чи більше рас належало 1,6 %. Частка іспаномовних становила 3,3 % від усіх жителів.
За віковим діапазоном населення розподілялося таким чином: 17,8 % — особи молодші 18 років, 72,7 % — особи у віці 18—64 років, 9,5 % — особи у віці 65 років та старші. Медіана віку мешканця становила 29,3 року. На 100 осіб жіночої статі у місті припадало 114,2 чоловіків;  на 100 жінок у віці від 18 років та старших — 113,3 чоловіків також старших 18 років.
Середній дохід на одне домашнє господарство  становив 84 941 долар США (медіана — 76 250), а середній дохід на одну сім'ю — 95 474 долари (медіана — 87 857). Медіана доходів становила 51 518 доларів для чоловіків та 40 700 доларів для жінок. За межею бідності перебувало 6,3 % осіб, у тому числі 10,2 % дітей у віці до 18 років та 1,9 % осіб у віці 65 років та старших.
Цивільне працевлаштоване населення становило 1297 осіб. Основні галузі зайнятості: освіта, охорона здоров'я та соціальна допомога — 32,5 %, виробництво — 25,1 %, роздрібна торгівля — 11,3 %, мистецтво, розваги та відпочинок — 8,9 %.